# Achalcus medius
Achalcus medius är en tvåvingeart som beskrevs av Octave Parent 1933. Achalcus medius ingår i släktet Achalcus och familjen styltflugor. Inga underarter finns listade i Catalogue of Life.